# Homeland (Iraq Year Zero)
Homeland (Iraq Year Zero) ist ein irakisch-französischer Dokumentarfilm von Abbas Fahdel aus dem Jahr 2015. Er erzählt vom Leben seiner Familie vor, während und nach dem Irakkrieg.

## Inhalt
Der in Paris lebende Filmemacher kehrte 2002 nach 20 Jahren in seine Heimat Irak zurück, um das Leben seiner Familie und seiner Freunde zu dokumentieren. Sein fünfeinhalbstündiger Film schildert den Alltag unter Saddam Husseins Regime vor der US-Invasion von Februar 2002 bis kurz nach dem Beginn des Irakkriegs 2003. Die Dokumentation besteht aus zwei Teilen: „Before the Fall“ und „After the Battle“ („Vor dem Fall“ und „Nach der Schlacht“). Fahdel drehte mit einer leichten Videokamera in Bagdad und auf dem Land. Die zentrale Figur ist Haidar, der zwölfjährige Neffe von Abbas Fahdel, der am Ende tragisch stirbt.

## Entstehung und Veröffentlichung
Der Film wurde von Abbas Fahdel in Eigenregie geschrieben und produziert. Als Produktionsfirma fungierte Stalker Production. Die Premiere war auf dem Visions du réel – Nyon International Film Festival in der Schweiz am 23. April 2015. Es folgten Vorführungen auf diversen Festivals in Europa und Lateinamerika sowie in den USA, Südkorea, Japan, Tunesien und im Irak. Die erste Aufführung in Deutschland war am 3. Oktober 2015 auf dem Hamburg Film Festival. Am 10. Februar 2016 kam der Dokumentarfilm in die französischen Kinos und im gleichen Jahr auch in Argentinien, Belgien, den USA, Spanien und Eswatini.

## Kritik
Variety beurteilte die Dokumentation mit Zufriedenheit als „umgestaltenden wahrhaftigen Einblick ins Leben von normalen Irakis“. Obwohl sie trotz ihrer Länge Geduld und Durchhaltevermögen verlange, sei der „Lohn jede Sekunde wert“.

## Auszeichnungen (Auswahl)
- 2015: Doc Alliance Award, Locarno Festival[4]
- 2015: Sesterce d'Or, Internationales Festival Visions du Réel
- 2015: Award of Excellence (Wettbewerb), Internationales Dokumentarfilmfestival von Yamagata